# Elfriede Stumpf
Elfriede Stumpf (* 11. Mai 1921 in Wien als Elfriede Kern; † 14. Mai 2017 ebenda) war eine österreichische Malerin, Graphikerin und Designerin.

## Leben
Die Tochter eines Kalkulanten aus Marienbad wuchs in Wien-Währing auf. Nach der Matura an der Graphischen Lehr- und Versuchsanstalt in Wien studierte sie von 1939 bis 1944 an der Akademie der bildenden Künste Wien, wo sie Studentin der Meisterklasse für Malerei bei Ferdinand Andri war und das legendäre „Abend-Aktzeichnen“ bei Herbert Boeckl besuchte. Zu Kriegsende begann die damals 24-Jährige als akademische Malerin und Graphikerin zu arbeiten. Aquarelle, Ölbilder, Arbeiten in Tempera, Sepia und Tusche sowie künstlerische Buchausstattungen zählten ebenso zu ihren Werken wie auch die Gestaltung von Tapisserien oder von Briefmarken. Nach ihrer Eheschließung mit dem Ingenieur Hermann Stumpf 1951 wurde die Tochter Elfie geboren.
Im Jahr 1954 erhielt Elfriede Stumpf den Auftrag zur kalligraphischen Gestaltung der Weltfriedenspreis-Urkunde für den Filmschauspieler Charles Chaplin. Von 1954 bis 1965 arbeitete sie als Illustratorin für Zeitungen und Buchverlage. Darüber hinaus übernahm sie Auftragsarbeiten für Exlibris- und Einbandentwürfe und immer wieder auch Arbeiten zur künstlerischen Ausgestaltung von Sakralbauten:
Sie entwarf Buntglasfenster für zahlreiche österreichische Kirchen, wie 1961 für die Filialkirche der hl. Katharina in Lindabrunn, sowie die heraldischen Wappenfenster der Stadtpfarrkirche St. Veit von Laa an der Thaya. 1962 gestaltete sie den würfelförmigen Tabernakel der St.-Ulrichs-Kirche von Rohr im Gebirge.
Ein wichtiger Auftrag war 1964 die Gestaltung von 23 Buntglasfenstern für die Schwesternkapelle im Pavillon Hermann des Pulmologischen Zentrums (Teil des Otto-Wagner-Spitals) in Wien-Baumgarten. Es handelte sich dabei um die figurale Ausgestaltung der drei Mittelfenster mit der Hl. Dreifaltigkeit sowie die abstrakte künstlerische Ausgestaltung der übrigen Fenster in einem Ausmaß von 70 m² aus farbigem Glas.
In den Jahren 1970 und 1972 übernahm sie die Gestaltung der aus insgesamt 28 Werten bestehenden Sonderbriefmarkenserien "Domestic Animals" des arabischen Emirates Sharjah & Dependencies (heute Teil der Vereinigten Arabischen Emirate). Anfang der 1980er Jahre zog sich Elfriede Stumpf aus dem Kunstschaffen zurück und widmete sich in der Folge der Pflege ihrer Mutter und ihres Gatten. Nach dessen Tod 1989 wurde auch sie bald pflegebedürftig.
2007 erfolgte im Bezirksmuseum Währing eine umfangreiche „Lebens.Werk.Schau“, 2010 wurde eine weitere Retrospektive ihres Schaffens durch den Kunstverein Währing ausgerichtet. Elfriede Stumpf starb im Alter von 96 Jahren in Wien.
2023 wurde die vorher als Steinhofer Park bekannte Grünfläche vor dem Otto-Wagner-Spital Elfriede-Stumpf-Park benannt.